# Hangnach (Lindau)
Hangnach (mundartlich: Hangə) ist ein Gemeindeteil der bayerisch-schwäbischen Großen Kreisstadt Lindau (Bodensee).

## Geografie
Der Weiler liegt circa 4,5 Kilometer nördlich der Lindauer Insel. Östlich der Ortschaft befindet sich Oberreitnau. Der Ort wird oftmals mit dem Nahen in der Nachbargemeinde gelegenen Hangnach (Sigmarszell) verwechselt.

## Ortsname
Der Ortsname bedeutet (Siedlung), die mit Dorngesträuchern bewachsen ist.

## Geschichte
Hangnach wurde erstmals im Jahr 1626 als im Hangnach mit einem Haus erwähnt. Eine andere Quelle besagt, dass der Ort 1804 durch Vereinödung entstanden sei. Der Ort gehörte einst zur Gemeinde Oberreitnau, die 1971 in der Gemeinde Reitnau aufging, welche ihrerseits 1976 in die Stadt Lindau eingemeindet wurde.